# ブーメラン星雲
ブーメラン星雲(Boomerang Nebula)は、ケンタウルス座の方向に地球から5000光年離れた位置にある原始惑星状星雲である。既に観測された自然な状態の宇宙空間の中で最も低温になっている場所でもある。

## 温度
ブーメラン星雲は、既に観測された自然な状態の宇宙空間の中で最も低温になっている場所でもある。また、宇宙マイクロ波背景放射より低い温度が観測された唯一の場所でもある。1995年にESOがチリにあるサブミリ望遠鏡によって観測して推定された温度は1K (-272℃) であり、絶対零度から1度高い程度である。これは宇宙の温度、即ち宇宙マイクロ波背景放射の2.7Kよりも低い。これはボース＝アインシュタイン凝縮が起きるほどの低温である。
ブーメラン星雲が持つ低い温度は、ガスの移動によって説明される。1998年にハッブル宇宙望遠鏡を用いた観測により、ブーメラン星雲が原始惑星状星雲であることが突き止められた。星雲の中心部からは、164km/sという高速の「風」が吹いており、それが宇宙空間に拡散し、膨張する際に温度が下がり、非常に低い温度に達するのである。星雲からは、1500年間で太陽質量の1.5倍のガスを放出すると考えられている。ガスの流れによるフィラメント構造が見られるが、これは多くの惑星状星雲とは異なる上に、その構造を作り出すほどブーメラン星雲は古いようには見えない。この例のように、惑星状星雲が多種多様な形を持っているのは謎である。

## 名前
ブーメラン星雲は、Keith TaylorとMike Scarrottによって観測され、1980年にブーメラン星雲と名付けられた。この時は、ブーメランのような非対称なカーブがその名の由来となったが、その後1998年に撮影されたハッブル宇宙望遠鏡の高解像度画像を見る限りでは、Bow Tie Nebula（Bow Tieは蝶ネクタイ、Nebulaは星雲）の方がよりふさわしい名前かもしれないと指摘している。ただし現在では、Bow Tie Nebulaと言えば別の星雲の事を指す（#関連項目参照）。

## 画像

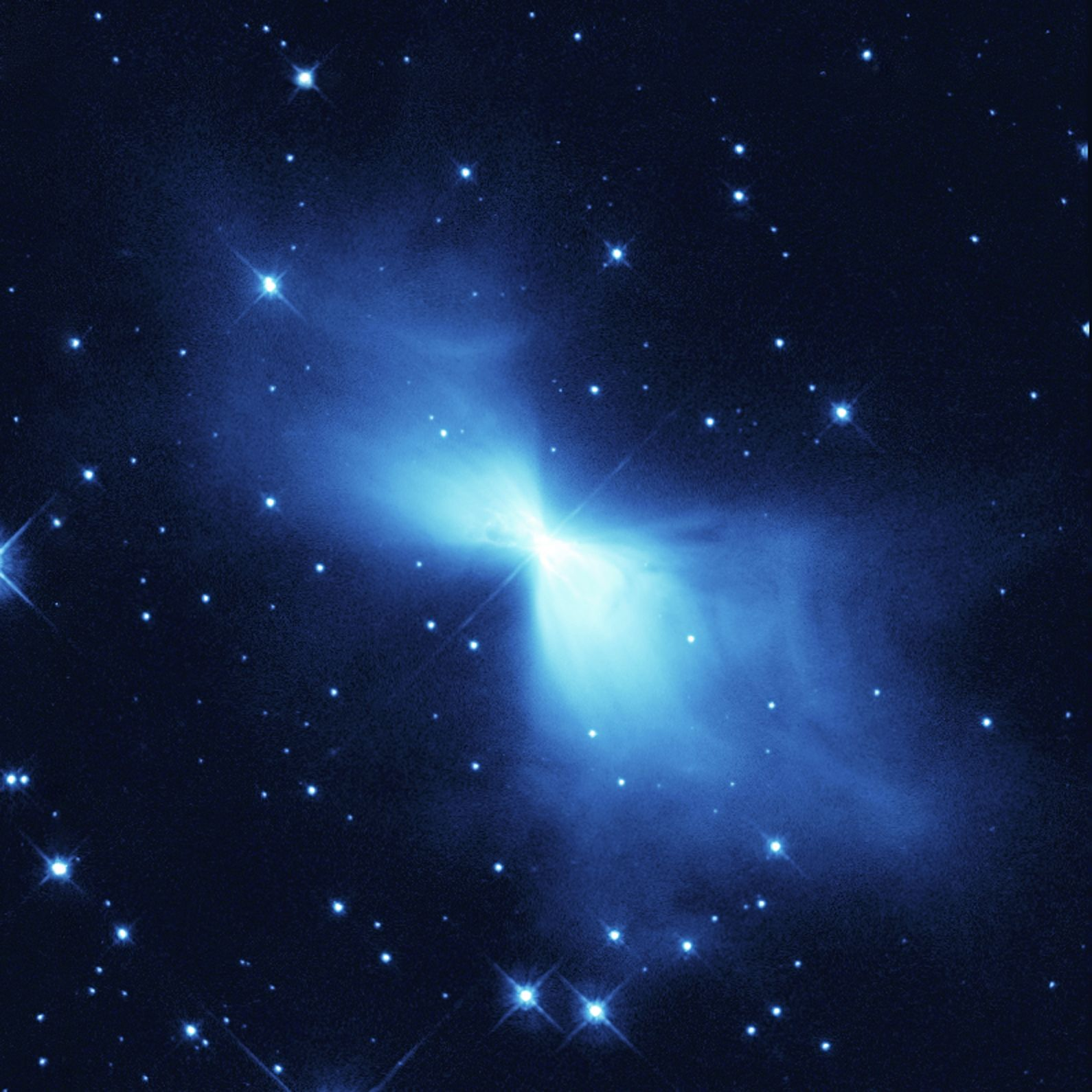
2003年にハッブル宇宙望遠鏡によって撮影
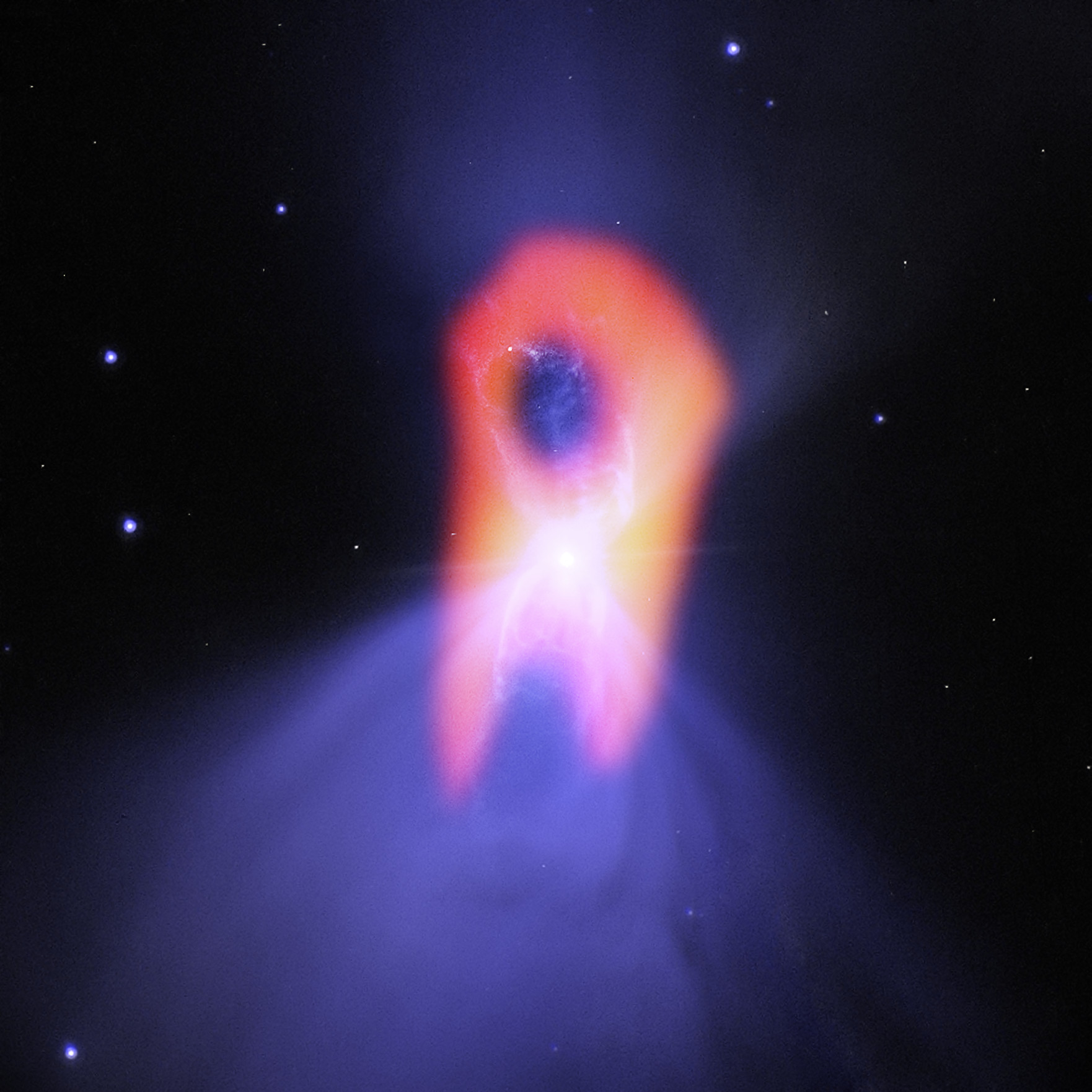
2017年にALMA望遠鏡によって撮影。紫色の部分はハッブル宇宙望遠鏡によって撮影できていた可視光線で観測できる部分、橙色は可視光線では観測できないより低温の分子ガスである[7]。
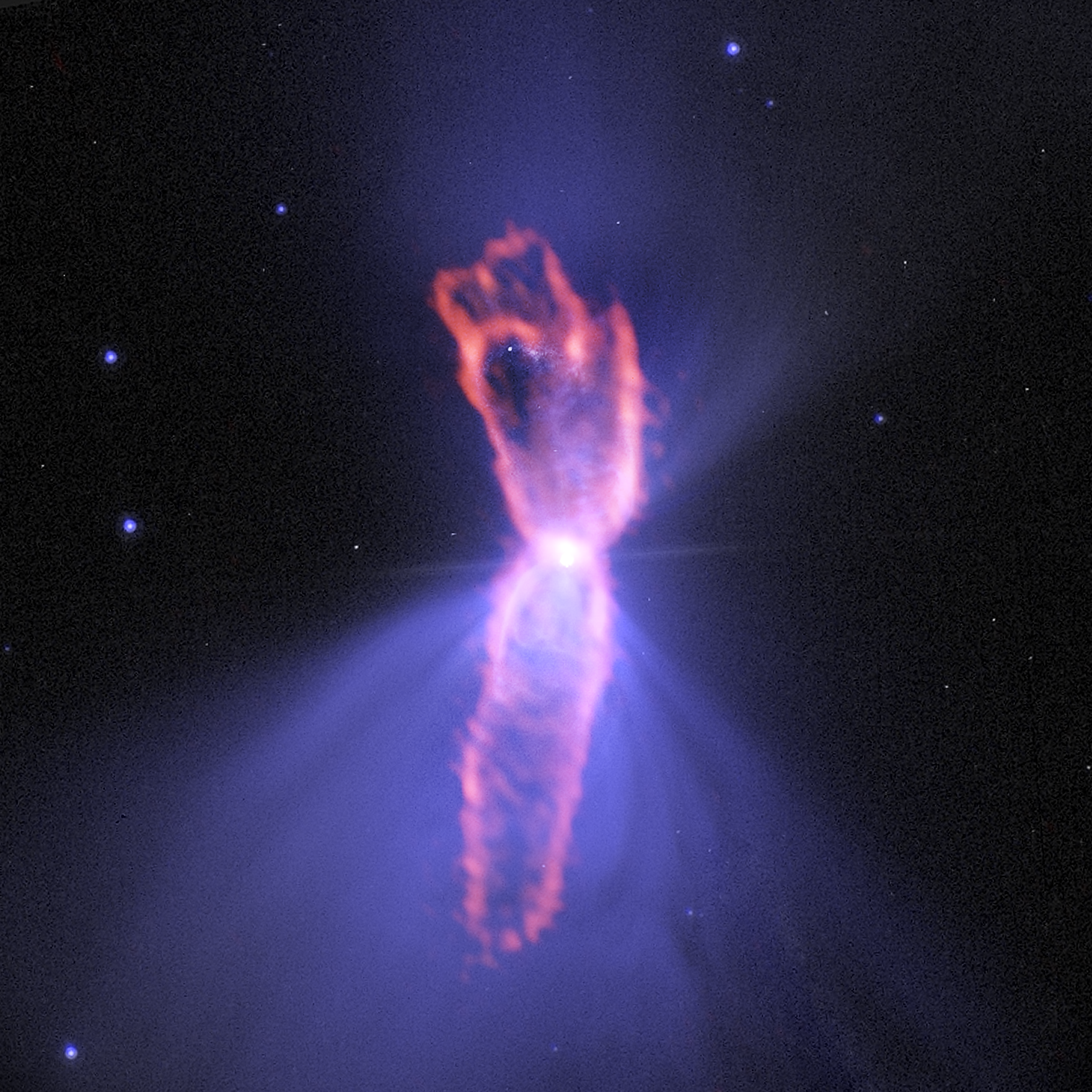
2017年にALMA望遠鏡によって撮影。